# Richard Kaaserer
Richard Kaaserer, född 21 augusti 1896 i Trient, död i januari 1947 i Belgrad, var en tysk SS-Oberführer. Under andra världskrigets senare del var han SS- och polischef i Sandžak (SS- und Polizeiführer Sandschak) och därefter SS- och polischef i centrala Norge (SS- und Polizeiführer Mitte-Norwegen). Vid krigsslutet greps Kaaserer i Norge och utlämnades till Jugoslavien, där han dömdes till döden för krigsförbrytelser och avrättades.

### Webbkällor
- ”Olokaustos Biografie: Richard Kaaserer” (på italienska). Olokaustos.org. Associazione Olokaustos. Arkiverad från originalet den 2 februari 2013. https://www.webcitation.org/6E8MroLiO?url=http://www.olokaustos.org/bionazi/leaders/kaaserer.htm. Läst 18 januari 2013.